# Lesso (Ort)
Lesso ist eine osttimoresische Siedlung im Suco Foho-Ai-Lico (Verwaltungsamt Hato-Udo, Gemeinde Ainaro).

## Geographie und Einrichtungen
Das Straßendorf liegt im Zentrum der Aldeia Lesso, in einer Meereshöhe von 368 m. Durch die Siedlung führt die südliche Küstenstraße Osttimors, die hier weiter landeinwärts verläuft. Östlich befindet sich an der Küstenstraße das kleine Dorf Groto, westlich Bismata, wobei eine Abgrenzung zu den Nachbarsiedlungen schwerfällt, da sich nahezu auf der gesamten Länge der Straße durch die Aldeia die Häuser aneinanderreihen.
In Lesso befinden sich eine Grundschule und die Kapelle Sagrado Coraçāo de Jesus.